# Didierea
Didierea – rodzaj roślin z rodziny Didiereaceae. Obejmuje dwa gatunki występujące w południowej i południowo-zachodniej części Madagaskaru. Nazwa naukowa rodzaju upamiętnia Alfreda Grandidiera (1836-1921) – przyrodnika i badacza Madagaskaru.

## Morfologia
Silnie cierniste krzewy osiągające do 6 m wysokości, przypominające kaktusy, o pędach osiągających 0,5 m średnicy. Łodygi okryte są różnej długości cierniami (do 10 cm długości). Liście są wąskie i krótkotrwałe. Kwiaty zebrane w gęste baldachy wyrastające w górnej części pędu. Działki kielicha dwie, płatki korony cztery, w dwóch parach po dwa. Pręcików jest 8, szyjki słupka trzy. Owoc suchy, jednonasienny.

## Systematyka
Pozycja systematyczna według APweb (aktualizowany system APG III z 2009)
Jeden z kilku rodzajów w obrębie rodziny Didiereaceae znajdującej się w politomii z wyćwiklinkowatymi, zdrojkowatymi, Halophytaceae i linią rozwojową prowadzącą do portulakowatych i kaktusowatych. Wraz z wszystkimi wymienionymi i szeregiem innych rodzin wchodzi w skład rzędu goździkowców w obrębie dwuliściennych właściwych.
Wykaz gatunków
- Didierea madagascariensis Baill.
- Didierea trollii Capuron & Rauh